# 1985-ös magyar női vízilabda-bajnokság
Az 1985-ös magyar női vízilabda-bajnokság a második magyar női vízilabda-bajnokság volt. A bajnokságban hat csapat indult el, a csapatok két kört játszottak.

## Tabella
| #  | Csapat          | M  | Gy | D | V | G+  | G-  | P  |
| -- | --------------- | -- | -- | - | - | --- | --- | -- |
| 1. | Vasas SC        | 10 | 8  | 1 | 1 | 115 | 55  | 17 |
| 2. | BVSC            | 10 | 8  | 0 | 2 | 133 | 48  | 16 |
| 3. | Szentesi Vízmű  | 10 | 6  | 1 | 3 | 100 | 48  | 13 |
| 4. | Bp. Honvéd      | 10 | 5  | 0 | 5 | 109 | 60  | 10 |
| 5. | Szolnoki Vízügy | 10 | 1  | 1 | 8 | 35  | 134 | 3  |
| 6. | Eger SE         | 10 | 0  | 1 | 9 | 30  | 177 | 1  |

* M: Mérkőzés Gy: Győzelem D: Döntetlen V: Vereség G+: Dobott gól G-: Kapott gól P: Pont
A bajnok Vasas játékoskerete: Dancsa Katalin, Fülöp Beatrix, Gallov Gabriella, Gruber Laura, Keszthelyiné Schäffer Zsuzsa, Kiss Dorottya, Kolossa Andrea, Luksandar Judit, Molnár Eszter, Oláh Márta, Orbán Gabriella, Slavei Kriszta, Szedlmayer Ildikó, Várkonyi Gabriella, Vigh Alexa, edző: Ördög Éva 
A második BVSC játékoskerete: Bajusz Andrea, Cziffra Krisztina, Dénes Andrea, Gálné Miklósfalvi Éva, Gerencsér Anita, Gombás Adrienn, Kertész Zsuzsa, Kékesi Mária, Kókai Ildikó, Sárosi Erzsébet, Sólyom Ildikó, Szalkay Orsolya, Szedlákné Németh Gabriella, Vargha Katalin, edző: Dolhai Ottó 
A harmadik Szentes játékoskerete: Becsák Edit, Bottyán Éva, Csákó Ágnes, Eke Andrea, Erdőháti Modeszta, Huff Zsuzsanna, Justin Viktória, Kádár Judit, Kozák Ágnes, Nagy Éva, Papp Éva, Pengő Erzsébet, Rónaszéki Ildikó, Valkayné Dugátsi Anna, Vincze Edit, edző: Tóth Gyula